# Benjamin Kiplagat

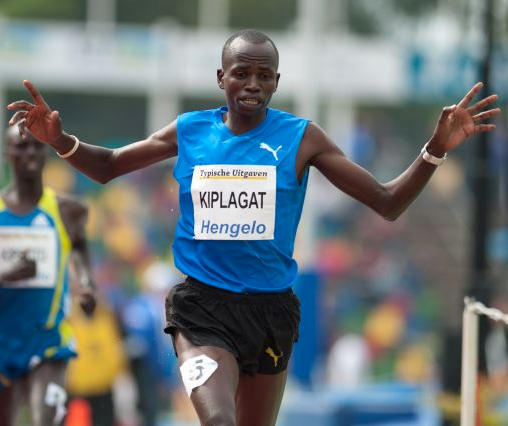
Benjamin Kiplagat, 2010

Benjamin Kiplagat (* 4. März 1989 in Magoro, Distrikt Bukwo, Eastern Region, Uganda; † 31. Dezember 2023 in Eldoret, Kenia) war ein ugandischer Hindernis- und Langstreckenläufer.

## Leben
Bei den Crosslauf-Weltmeisterschaften 2006 in Fukuoka belegte Kiplagat auf der Kurzstrecke den 50. Platz. 2007 wurde er über 3000 m Hindernis Siebter bei den Afrikaspielen in Algier. Bei den Weltmeisterschaften in Osaka schied er im Vorlauf aus.
2008 gewann er in dieser Disziplin Silber bei den Juniorenweltmeisterschaften in Bydgoszcz und wurde Neunter bei den Olympischen Spielen in Peking sowie Fünfter beim Leichtathletik-Weltfinale. Bei den Weltmeisterschaften 2009 in Berlin kam er auf den elften Platz.
2010 wurde er Fünfter bei den Afrikameisterschaften in Nairobi und jeweils Vierter beim Continentalcup in Split und bei den Commonwealth Games in Neu-Delhi. Bei den Weltmeisterschaften 2011 in Daegu wurde er Zehnter. 2012 gewann er Bronze bei den Afrikameisterschaften in Porto-Novo. Bei den Olympischen Spielen in London wurde er im Finale disqualifiziert, weil er die Innenseite der Bahn überschritten hatte.
Bei den Weltmeisterschaften 2013 in Moskau kam er auf den 14. Platz, bei den Weltmeisterschaften 2015 in Peking schied er bereits im Vorlauf aus.
Kiplagat wurde am 31. Dezember 2023 in der kenianischen Stadt Eldoret tot in einem Auto aufgefunden. Der Tod soll durch Stichverletzungen in Brust und Hals verursacht worden sein.

## Persönliche Bestzeiten
- 1500 m: 3:38,86 min, 27. Mai 2009, Nijmegen
- 3000 m: 7:46,50 min, 24. April 2010, Dakar
- 5000 m: 13:22,67 min, 6. Juni 2007, Kassel
- 3000 m Hindernis: 8:03,81 min, 8. Juli 2010, Lausanne